# ラノディエール地域
ラノディエール地域（ラノディエールちいき、仏：Lanaudière）はカナダ・ケベック州の地方行政区の1つ。モントリオールの北東に位置する。

## 行政区分
6つの上層自治体（MRC、郡にあたる）とアティカメクネーションの居留地がある。

### 郡と主な都市
- ドートレー郡（D'Autray）
- ジョリエット郡（Joliette）
  - ジョリエット（Joliette）
- ラソンプシオン郡（L'Assomption）
- レ・ムーラン郡（Les Moulins）
- メタウィニ郡（Matawinie）
- モンカルム郡（Montcalm）

### アティカメク居留地
- マナワン（Manawan）